# Mariko Yamada

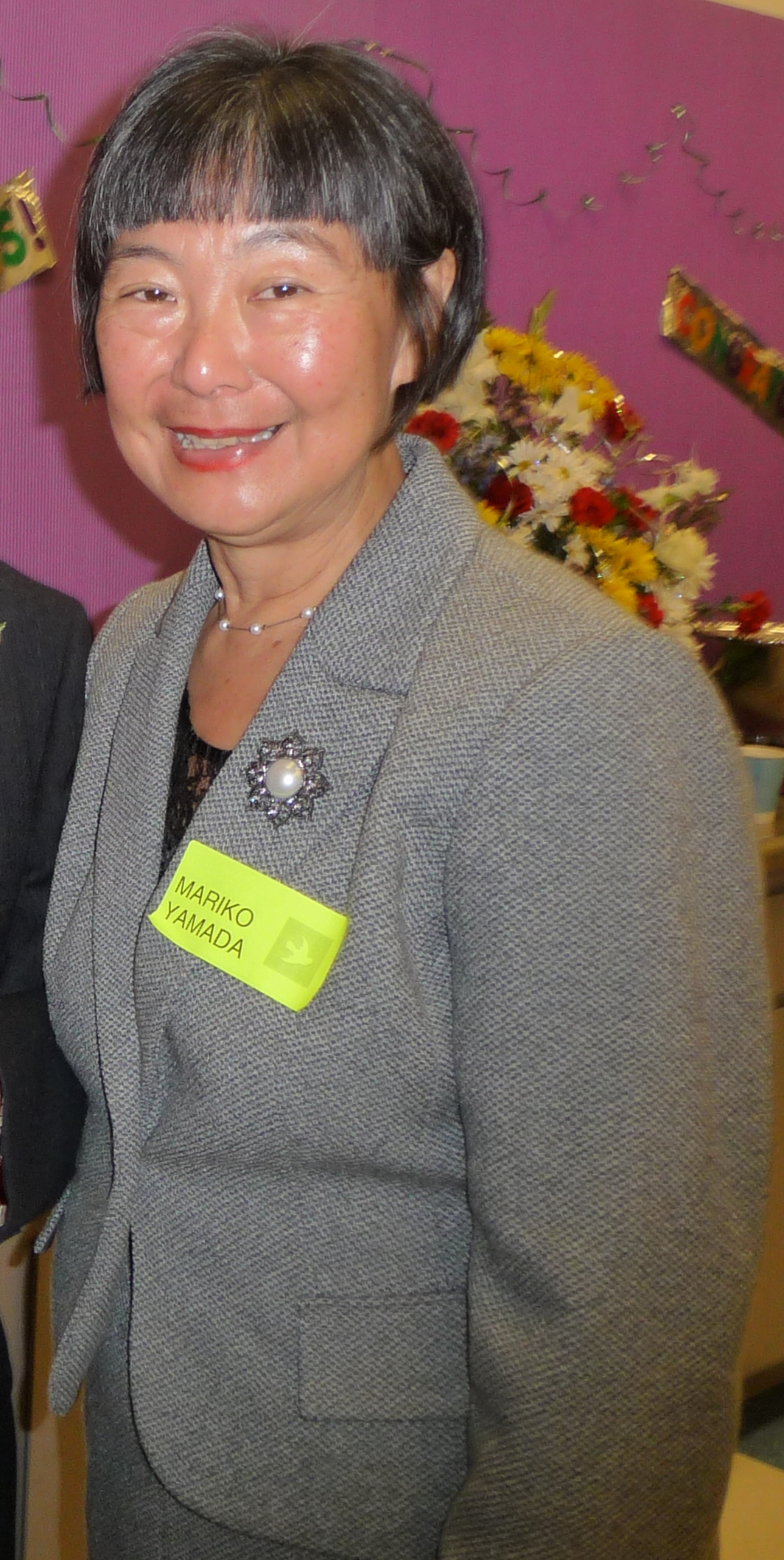
Mariko Yamada 2010

Mariko Yamada (* 23. Oktober 1950 in Denver, Colorado) ist eine US-amerikanische Politikerin. Sie gehört der Demokratischen Partei an.
Mariko Yamadas Eltern waren während des Zweiten Weltkriegs im Manzanar War Relocation Center interniert und zogen nach ihrer Freilassung nach Colorado. Mariko besuchte städtische Schulen in Denver und danach die University of Colorado Boulder. 1972 erhielt sie den akademischen Grad des Bachelor in Psychologie. Danach zog Yamada nach Los Angeles, wo sie an der University of Southern California einen Master im Fach Soziale Arbeit ablegte. In den 1980ern arbeitete Mariko Yamada in Washington, D.C. Zurück in Kalifornien war sie für verschiedene öffentliche Körperschaften im Sozialbereich tätigt, zuletzt bis 2008 im Yolo County Board of Supervisors.
2008 wurde Yamada erstmals als Vertreterin des 8. Wahlkreises in die California State Assembly gewählt und bei den Wahlen 2010 bestätigt. Seit der Wahl 2012 ist sie nach einer Neuordnung der Wahlkreise Abgeordnete für den 4. Bezirk. Yamadas dritte und satzungsgemäß letzte Amtszeit endet im Dezember 2014.